# Steve Beshear
Steven Lynn "Steve" Beshear (sinh ngày 21 tháng 9 năm 1944) là luật gia, chính trị gia người Mỹ. Ông nguyên là Thống đốc 61 của Thịnh vượng chung Kentucky. Được bầu vào năm 2007, Beshear trước đây phục vụ trong Hạ viện Kentucky giai đoạn 1974-1979, là Tổng chưởng lý của bang giai đoạn 1980-1983, và đã giữ chức Phó thống đốc bang giai đoạn 1983-1987. Nhiệm kỳ của Beshear hết hạn vào năm 2011, và ông đang cố gắng tái tranh cử thêm nhiệm kỳ mới, người cùng chung chiến dịch tranh cử năm 2011 là thị trưởng Louisville Jerry Abramson, Phó thống đốc Daniel Mongiardo chọn tham gia vào cuộc đua Thượng nghị viện năm 2010 thay vì tranh cử chức thống đốc bang.
Sau khi tốt nghiệp Đại học Kentucky vào năm 1968, một thời gian ngắn Beshear hành nghề luật ở New York trước khi trở về Kentucky và được bầu vào cơ quan lập pháp tiểu bang, nơi ông đã đạt được danh tiếng là một người ủng hộ người tiêu dùng. Ông đánh cuộc danh tiếng của mình bằng cách trở một tổng chưởng lý trong một nhiệm kỳ, phục vụ dưới quyền Thống đốc John Y. Brown.